# Brian McMahon (aviron)
Brian McMahon, né le 24 juillet 1961 à Toronto, est un rameur d'aviron canadien. 

## Carrière
Brian McMahon participe aux Jeux olympiques de 1984 à Los Angeles et remporte la médaille d'or avec le huit canadien composé de Dean Crawford, Michael Evans, Paul Steele, Grant Main, Mark Evans, Kevin Neufeld, Pat Turner et Blair Horn.